# Campionati italiani femminili assoluti di atletica leggera 1935
I XIII campionati italiani femminili assoluti di atletica leggera si sono tenuti a Torino, presso lo stadio municipale Benito Mussolini, il 15 settembre 1935. Sono stati assegnati dodici titoli in altrettante discipline.
Rispetto alla precedente edizione, la staffetta 4×75 metri fu tolta dal programma dei campionati italiani.
Durante la manifestazione furono battuti i record italiani del salto in lungo (Claudia Testoni, 5,46) e del pentathlon (Ondina Valla, 254,529 punti). Inoltre, Claudia Testoni eguagliò il record italiano degli 80 metri ostacoli con il tempo di 12"0.
La classifica a punti delle società vide trionfare la Venchi Unica Torino con 41 punti, seguito dalla Virtus Bologna Sportiva con 41 punti e dal Dopolavoro Aziendale Sip Torino con 30 punti.

## Risultati
| Specialità             | Oro                                                                                     | Prestazione | Argento                                                                             | Prestazione | Bronzo                                                                         | Prestazione |
| Corse                  | Corse                                                                                   | Corse       | Corse                                                                               | Corse       | Corse                                                                          | Corse       |
| ---------------------- | --------------------------------------------------------------------------------------- | ----------- | ----------------------------------------------------------------------------------- | ----------- | ------------------------------------------------------------------------------ | ----------- |
| 60 m                   | Teresita Robecchi Dopolavoro Aziendale Sip Torino                                       | 8"2         | Franca Agorni Dopolavoro Filotecnica                                                | 8"4         | Giulietta Mainardi Venchi Unica Torino                                         | 8"6         |
| 100 m                  | Fernanda Bullano Venchi Unica Torino                                                    | 12"8        | Viviana Di Maio Dopolavoro Aziendale Sip Torino                                     | 13"4        | Guillot Reale Società Ginnastica di Torino                                     | 13"8        |
| 200 m                  | Livia Michiels Venchi Unica Torino                                                      | 27"6        | Duvillard GUF Torino                                                                | 28"8        | Teresa Gina Varetto Gruppo Sportivo FIAT                                       | 29"0        |
| 800 m                  | Leandrina Bulzacchi Venchi Unica Torino                                                 | 2'29"2      | Lucchese Giovinezza Milano                                                          | 2'30"8      | Cleo Balbo Venchi Unica Torino                                                 | 2'37"6      |
| 80 m hs                | Claudia Testoni Virtus Bologna Sportiva                                                 | 12"0 =      | Fiore Venchi Unica Torino                                                           | 14"8        | Mattea Venchi Unica Torino                                                     | 16"2        |
| Staffetta 4×100 m      | Venchi Unica Torino Livia Michiels Pierina Borsani Leandrina Bulzacchi Fernanda Bullano | 53"0        | Dopolavoro Aziendale Sip Torino Maria Mortarino Viviana Di Maio ? Teresita Robecchi | 54"2        | Virtus Bologna Sportiva Elide Tomasini Scaramagli Claudia Testoni Ondina Valla | n/d         |
| Salti                  |                                                                                         |             |                                                                                     |             |                                                                                |             |
| Salto in alto          | Maria Mortarino Dopolavoro Aziendale Sip Torino                                         | 1,35 m      | Tina Migliasso Venchi Unica Torino                                                  | 1,35 m      | Scaramagli Virtus Bologna Sportiva                                             | 1,30 m      |
| Salto in lungo         | Claudia Testoni Virtus Bologna Sportiva                                                 | 5,46 m      | Zuffi Dopolavoro Filotecnica                                                        | 4,88 m      | Fernanda Bullano Venchi Unica Torino                                           | 4,75 m      |
| Lanci                  |                                                                                         |             |                                                                                     |             |                                                                                |             |
| Getto del peso         | Bruna Bertolini Venchi Unica Torino                                                     | 10,69 m     | Zuffi Dopolavoro Filotecnica                                                        | 8,35 m      | Krenn Società Operaia Triestina                                                | 8,31 m      |
| Lancio del disco       | Pierina Borsani Venchi Unica Torino                                                     | 31,62 m     | Krenn Società Operaia Triestina                                                     | 31,23 m     | Bruna Bertolini Venchi Unica Torino                                            | 28,96 m     |
| Lancio del giavellotto | Pierina Borsani Venchi Unica Torino                                                     | 31,21 m     | Bruna Bertolini Venchi Unica Torino                                                 | 28,80 m     | Paoletti Società Operaia Triestina                                             | 24,62 m     |
| Prove multiple         |                                                                                         |             |                                                                                     |             |                                                                                |             |
| Pentathlon             | Ondina Valla Virtus Bologna Sportiva                                                    | 254,529 p.  | Elisa Lambertini Virtus Bologna Sportiva                                            | 124,340 p.  | Glisenti GUF Brescia                                                           | 97,544 p.   |